# Ballyanthus
Ballyanthus là chi thực vật có hoa trong họ Apocynaceae.

## Các loài
- Ballyanthus major Plowes, 2013
- Ballyanthus prognathus (P.R.O.Bally) Bruyns, 2000